# Кућица за птице
Кућица за птице је амерички пост-апокалиптични трилер, који је режирала Сузана Бир уз сценарио Ерика Хеисерера. Заснован је на истоименом роману из 2014. од Џоша Малермана. Филм прати жену коју глуми Сандра Булок и пар дјеце, који морају путовати кроз шуму и низ ријеку са повезом преко очију како би избјегли натприродне ентитете који узрокују самоубиство људи који их виде. 
Кућица за птице имао је своју светску премијеру на АФИ Фесту 12. новембра 2018. године, а почео је ограничено издавање 14. децембра, пре него што је 21. децембра 2018. прешао на свјетско приказивање на Нетфликсу .

## Радња
У пост-апокалиптичном свијету Малори Хејс савјетује двоје младе, неименоване дјеце да ће ићи ријеком низводно у чамцу. Она им стриктно налаже да не скидају повез преко очију, иначе ће умрети. 
Пет година раније, трудну Малори посјећује њена старија сестра, Џесика. На телевизији се приказују вијести о необјашњивим масовним самоубиствима која потичу из Русије и која се брзо шире Европом. Малори има рутински преглед трудноће, Џесика је прати у болницу. Док је напуштала болницу, Малори види жену како лупа главом у стаклену плочу, након чега су се други успаничили док хаос убрзо избија у граду. Малори и Џесика покушавају да оду аутом од насиља, али Џесика види феномен који погађа масу, губи контролу над собом док вози, и скреће нагло аутомобилом према другом возилу и преврће њихов аутомобил. Повређена Малори затим је свједок да Џесика излази на путању теретног камиона, убијајући се. 
Малори покушава да побегне пјешке кроз неред који је настао на улицама. Једна жена, Лидија, позива Малори да уђе у оближњу кућу због сигурности, иако се њен муж Даглас не слаже са тим. Међутим, пре него што стигне до Малори, она одлази у транс, почиње да прича са својом мртвом мајком, након чега улази у запаљени аутомобил, који касније експлодира. Малори спашава и одводи у оближњу кућу од Том, пролазника који такође бјежи од нереда. Док се опорављају у кући у коју су ушли, један од преживелих, Чарли, прича о теоријама да је ванземаљски ентитет напао Земљу, узимајући облик најгорих страхова својих жртава и излуђујући их пре него што их натерају да почине самоубиство. На Томово инсистирање, они покривају све прозоре у кући и стављају повез на очи сваки пут морају да изађу напоље. Касније, Грег волонтира да се веже за столицу док прати камере за надзор како би открио да ли ентитет може да утиче на људе преко видеа. Ипак када је видео ентитет, он се ипак убио тако што је љуљао столицу док није пао и разбио главу. 
Како им се залихе хране смањује (и доласком новог преживјелог члана, Олимпије, која је такођер трудна), Том, Малори, Чарли, Даглас и Луси одлучују да оду у супермаркет у близини како би узели све што им треба и обновили залихе хране. Малори проналази птице, кућне љубимце и одлучује да их узме заједно са залихама. Група покушава да помогне Чарлијовом колеги који је закључан испред супермаркета и моли за помоћ, и којег Чарли описује као "помало лудог". Док размишљају о ризицима отварања врата, птице које је Малори понијела почињу да хистерично лете и цвркућу по кавезу. Група нападнута Чарлијев заражени колега, којег ентитет није убио, већ га користи да зарази друге тако што ће их натјерати да виде ентитет. Чарли се жртвује да би спасио друге, који су у стању да се безбедно врате у кућу. 
Нешто касније, Фелик (преживели) и Луси украду заједнички ауто и одлазе. Убрзо након тога, Олимпија је пушта Гарија, странца и очигледног усамљеног преживјелог из неке друге групе, у кућу, упркос Дагласовом приговору. Даглас се јако узнемири и почиње да прети другима сачмарицом, а Шерил (старија преживела) га онесвјешћује. Даглас је након тога затворен у гаражи. Касније, Олимпија и Малори скоро па истовремено отпочињу са породом, и Шерил им помаже током порођаја. Гери почиње да извлачи разне цртеже ентитета и чини се да улази у транс, што указује да га је ентитет већ морао дјеломично преузети прије него што је стигао. Он завирује ван након чега је потпуно преузет; он онда онесвјешћује Тома и наставља са уклањањем свих заштита са свих прозора. Олимпија онда искочи кроз прозор и Шерил узима маказе и забада их у свој врат. Дагласа убија Гари након што га Даглас покушава зауставити. Док Малори покушава да заштити новорођене бебе (Малоријевог дечака и Олимпијину девојчицу), Том долази себи таман у време да би могао надјачати и убити Герија. 
Пет година касније, Том и Малори живе заједно са дјецом, чија су имена "Дјечак" и "Дјевојчица". Они добијају пренос од преживјелог који тврди да су добро и сигурно у заједници скривеној у шуми. Њих четворо одлучује се за одлазак у заједницу, али на путу им је испријечила група заражених преживјелих. Том се жртвује да би спасио Малори и дјецу. 
Малори, дјеца, и њихове птице љубимци (које се налазе у кутији, да би их упозориле на ентитет) започињу свој пут у чамцу низ ријеку са повезом преко очију. Боре се против зараженог преживјелог и преживљавају дивље брзаке. Ентитет лови и искушава дјецу а и Малори да уклоне повез преко очију, али је неуспјешан, и њих троје на крају стижу до заједнице. 
Малори сазнаје да је заједница бивша школа за слијепе и да су многи чланови заједнице слијепи. Због тога Малори ослобађа птице љубимце из кутије како би биле са осталим птицама у великој просторији. Малори коначно даје имена дјеце (Том и Олимпија). 

## Улоге
- Сандра Булок као Малори Хејс
- Тревант Родс као Том
- Џеки Вивер као Шерил
- Џон Малкович као Даглас
- Сара Полсон као Џесика
- Роза Салазар као Луси
- Даниел Макдоналд као Олимпија
- Лил Рел Ховери као Чарли
- Том Холандер као Гери
- Машин Гун Кели као Феликс
- ДБ Вонг као Грег
- Пруит Тејлор Винс као Рик
- Вивијен Лира Блеир као дјевојчица/Олимпија
- Џулијан Едвардс као дјечак/Том
- Парминдер Награ као Др Лафам
- Ребека Пиђен као Лидија
- Ејми Гуменик као Саманта
- Тејлор Хандли као Џејсон
- Хепи Андерсон као човјек на ријеци
- Дејвид Дастмалчиан као звидећи пљачкаш
- Китх Ђардин као вриштећи пљачкаш

## Продукција

### Развој
Филмска права за Кућицу за птице преузета су од стране Јуниверсал пикчерс 2013. године, прије објављивања књиге. Скот Стубер и Крис Моргане су постављени за развој филм, са Енди Мушетијем као директором. Сценариста Ерик Хеисерер био је у преговорима да напише сценарио. У јулу 2017. године, након што је Стубер постао шеф одјела за филмове на Нетфликсу, објављено је да је Нетфликс стекао права на књигу и да ће развити филм, са Сандром Булок и Џон Малкович у главној улози. Сузан Бир је проглашена за директора.

## Критике
На прегледном агрегатору Ротен Томејтос, филм има оцјену публике од 62%, на основу 139 оцјене, са просечном оцјеном 5.7 од 10. Критички консензус ове интернетске странице гласи: "Кућица за птице никада не достиже свој интригантни потенцијал, али снажна глума и ефектно хладно расположење нуде повремене језиве компензације." Када је у питању Метакритик , филм има просјечну оцјену од 51 од 100, на основу оцјена 26 критичара, што указује на "мјешовите или просјечне оцјене".